# 蜷川式胤

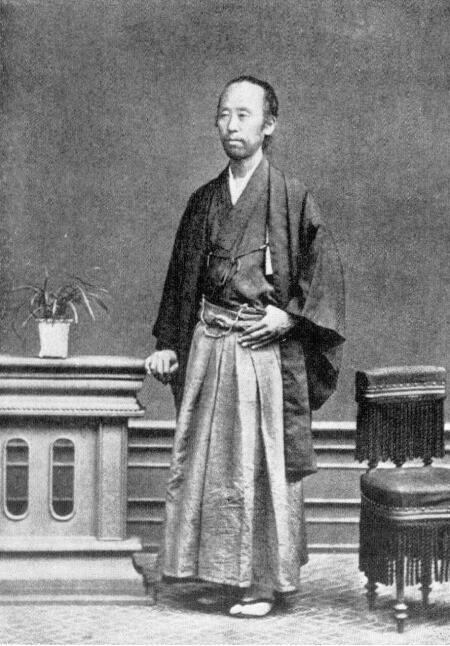
1879年の蜷川(昭和8年〈1933〉発行 「蜷川式胤　追慕録」蜷川第一編より）

蜷川 式胤（にながわのりたね、1835年6月18日（天保6年5月23日） - 1882年（明治15年）8月21日）は、明治初期の官僚、好古家。
文部省博物館(現在の東京国立博物館）の開設に尽力し、また、日本の陶器を海外に紹介した。

## 人物・生涯
東寺の坊官・蜷川子賢の長男として京都に生まれた。幼名与三郎、また親胤。祖先は丹波船井郡高屋村（現在の京都府船井郡京丹波町富田）の代官であったが、加勢した明智光秀の敗亡のため、京都に移って東寺の客（公人 くにん）となり、代々、境内東北隅の屋敷に住んだ。
父に学び、また、若い頃から古美術を研究し、すでに1858年（安政4年）、正倉院の宝物模写図に奥書を残している。
1869年（明治2年）（35歳）7月、東京丸の内道三丁（現在の千代田区大手町2丁目）に家を与えられ、次の職歴を経た。
- 1869年7月、太政官制度取調御用掛、権少史から少史へ進み、従7位。
- 1871年、少史が廃官となり、外務省の外務大録として編輯課御用書類下調掛。
- 1872年、文部省博物局御用兼務を兼務して、八等出仕。
- 1875年、内務省博物館掛。
- 1877年、1月、病を理由に退職。

在任中の業績に、次があった。
- 1869年 - 1871年、民法編纂の会議に列して、フランス民法典の翻訳に協同した。海軍の軍艦旗と短剣、陸海軍の軍服の制定に関係した。
- 1871年、2月、太政官に許可を願い、3月、写真師横山松三郎・洋画家高橋由一と、『旧江戸城写真帖』を作った[3]。常設の博物館を上野と芝に開設するよう、町田久成らと建議した。5月、田中芳男らと九段坂上で物産会を開いた[4]。10月の京都博覧会の開催に尽力した。岩倉使節団のための、書類の準備に携わった。

- 1872年、3月 - 4月一杯、町田久成、当時オーストリア＝ハンガリー帝国公使館勤めのハインリヒ・フォン・シーボルトらと湯島聖堂大成殿で、文部省博物局主催としては初の博覧会（湯島聖堂博覧会）を開いた。東京国立博物館の始まりとされている[5]。これは翌年のウィーン万国博覧会の準備でもあった。5月から10月まで、（太政官の前年5月の布告『古器旧物保存方』に基づき）、町田久成に従い、高橋由一・横山松三郎らと、伊勢・名古屋・奈良・京都の古社寺や華族の宝物を調査し、さらに正倉院の調査を行った。『壬申検査』と呼ばれる[6]。この調査のうちの正倉院開封の状況を、日記『奈良の筋道』に残した。
- 1875年、4月1日からの奈良博覧会に出展のため、再び正倉院へ出張した。

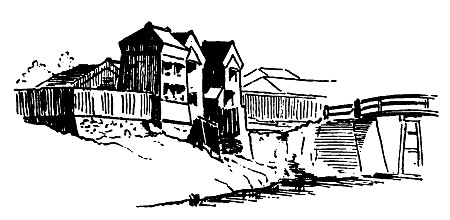
陶器など収集品を保管していた蜷川家の蔵

道三町の自宅には多くの陶器を所蔵した。退職前の1876年1月、屋敷の一部を出版所『楽古舎』に改め、川端玉章、高橋由一らを雇い、『観古図説陶器之部』の第1 - 第5冊を、1876年から1878年にかけて刊行し、さらに1869年秋、関西へ調査の旅をした上で、第6冊を1879年に、第7冊を1880年に刊行した。石版刷りに彩色を施した画集である。京都玄々堂の松田敦朝が刷った 。仏文あるいは英文の解説も付けられ、殆どが輸出され、海外コレクターの指標になった。
『楽古舎』では、同好を集めて古陶器の「当てっこ」もした。ハインリヒ・フォン・シーボルトやエドワード・S・モースも訪れた。式胤は1879年初から、モースと繁く交わって日本の陶器の鑑識について教え、1000点以上と推測される古陶器を、贈り、或いは共に町に出て集めた。今日ボストン美術館が所蔵する『モース日本陶器コレクション』の発祥である。またシーボルトの帰国前に自著を含む少なくとも5冊の書物をおくり、これらは現在ケンブリッジ大学図書館に所蔵されている。
1882年（明治15年）8月21日、没した。享年47。谷中の葬儀に参列したモースは、死因をコレラと記している。
1902年（明治35年）、姉の辰子が、『観古図説陶器瓦之部』、『観古図説瓦之部』を刊行した。
正倉院の所蔵品の散逸に式胤が関わる、との推論が行われている。

## 家族
- 父の蜷川子賢は東寺の公人。本姓・宮道蜷川氏。子賢が模写した「和蘭版地球古図」が東京国立博物館に所蔵されている[12]
- 嗣子の蜷川第一（にながわ ていいち）は美術史家として活動。叔父である式胤の追慕録をまとめた。また野々村仁清の研究家として仁和寺門前御用窯の発掘も手がけた[13]。
- 孫の蜷川 明（にながわ あきら）はギリシャ・ローマ美術のコレクターとして知られる[14]。蜷川家3代に渡り、また自身も40年をかけて蒐集したコレクションを展示した、倉敷蜷川美術館と京都ギリシアローマ美術館を設立し、同館の館長となった[13]。
- 孫の蜷川親繼（にながわ　ちかつぐ）は日本文化大学の創学者[15]で、第一の長男である。
- 孫の蜷川親正（にながわ　ちかまさ）は日本文化大学二代目学長で、親繼の弟[16]である。

## 柏樹書院
室町時代から続く有職故実の学塾で、日本文化大学の前身である。式胤は、第22代当主である。自身の死後、息子の第一が第23代当主として引き継ぎ、第一の死後、その息子の親繼が第24代当主として引き継いだ。敗戦後、柏樹書院は教養学の学校として復興。しかし、親繼は日本の伝統・文化・秩序が失われていることに喪失を危惧しヨーロッパへ留学。帰国後、東京大学で歴史、日本大学で政治、中央大学で法律を学んだ。その後、柏樹書院の精神を受け継ぎ、日本本来の道徳的伝統と伝統･叡智･美風を継承し次代を背負う優秀な人材を育成する目的で、「手作り教育・徹底した少人数教育」を教育方針に、日本文化大学の建学に生涯を捧げた。尚、1987年（昭和62年）に親繼が他界した後、弟の親正が日本文化大学の学長に就任したが、1995年（平成7年）以降は一家が学長を務めることはなく、佐々木秀雄、杉田博、大森義夫 (官僚)、遠藤豊孝が学長を務め、2022年(令和4年)からは鎌原俊二が現職。現在に至る。

## おもな著述
- 『蜷川式胤日記』、（1869 - 1882）、蜷川家蔵
- 『旧江戸城写真帖』、（1871）、東京国立博物館蔵、重要文化財
- 『壬申検査社寺宝物図集』31冊のうちの第1 - 第7冊、および、『壬申検査古器物目録』5冊のうちの巻1 & 3、（「壬申検査」の共著）（1872）、東京国立博物館蔵、重要文化財[22]
- 『観古図説 陶器之部』第1 - 第7巻、（1876-1880）→ 蜷川親正編、中央公論美術出版（1990）
- 『観古図説 陶器之部』第8巻、未完、原稿はボストン美術館蔵
- 『観古図説 城郭之部』1巻、（1878）→ 新訂、中央公論美術出版（1990） ISBN 9784805501856
- 『観古図説 瓦之部』1巻、（1902）
- 『観古図説 陶器瓦之部』1巻、（1902）
- 『古器物記』、（1877 - 1882）、蜷川家蔵
- 『徴古図説』4巻（未完）
- 『好古図説』4巻（未完）
- 米崎清実編 『奈良の筋道』、中央公論美術出版（2005）

『服制に関する建言書案』、『服制に関する書状案』、『明治三年覚書』、『奈良之筋道』（1872）
- 米田雄介編 『八重の残花』、中央公論美術出版（2018）
- 米崎清実編 『蜷川式胤「椎の落葉」』、中央公論美術出版（2024）